# Список кубик классификации Ньютона
Следующие таблицы — списки 78 кубик первой классификации Ньютона.

## Класс I. Гиперболическая гипербола
Здесь описан класс I гиперболических гипербол, {\displaystyle a>0.} (англ. Class I. Redundant Hyperbolas).
Гиперболическая гипербола
{\displaystyle xy^{2}+ey=ax^{3}+bx^{2}+cx+d,\quad } {\displaystyle a>0,}
имеет три обыкновенные асимптоты
{\displaystyle x=0,\quad } {\displaystyle y=\pm {\sqrt {a}}\left(x+{\frac {b}{2a}}\right),}
пересекающиеся в вершинах следующего асимптотического треугольника:
{\displaystyle \left(0,\;{\frac {b}{2{\sqrt {a}}}}\right),} {\displaystyle \left(0,\;-{\frac {b}{2{\sqrt {a}}}}\right),} {\displaystyle \left(-{\frac {b}{2a}},\;0\right).}
Гиперболическая гипербола пересекает три свои асимптоты на конечном расстоянии в следующих трёх точках (у Смогоржевского и Столовой опечатка: в ординате не хватает множителя {\displaystyle \mp {\sqrt {a}}}), лежащих на одной прямой:
{\displaystyle \left(0,\;{\frac {d}{e}}\right),\;\left({\frac {4ad\pm 2be{\sqrt {a}}}{b^{2}-4ac\mp 4ae{\sqrt {a}}}},\;\mp {\sqrt {a}}{\frac {8a^{2}d+b^{3}-4abc}{2a(b^{2}-4ac\mp 4ae{\sqrt {a}})}}\right).}

### Род 1. Адиаметралъная гиперболическая гипербола
Здесь представлена таблица со списком рода 1 адиаметралъных гиперболических гипербол, {\displaystyle e\neq 0}. Будем также полагать, что {\displaystyle b\neq 0} (англ. Genus 1. Adiametral Redundant Hyperbolas).
Адиаметралъная гиперболическая гипербола (без диаметров) имеет характеристическое уравнение
{\displaystyle ax^{4}+bx^{3}+cx^{2}+dx+{\frac {1}{4}}e^{2}=0,\quad } {\displaystyle e\neq 0,}
а также {\displaystyle b\neq 0,} и пусть {\displaystyle x_{1},\;x_{2},\;x_{3},\;x_{4}} — его корни.
Рассматривая уравнение гиперболической гиперболы как квадратное относительно {\displaystyle y,} получаем:
{\displaystyle y={\frac {-e\pm 2{\sqrt {ax^{4}+bx^{3}+cx^{2}+dx+{\frac {1}{4}}e^{2}}}}{2x}}=}
{\displaystyle ={\frac {-e\pm 2{\sqrt {a(x-x_{1})(x-x_{2})(x-x_{3})(x-x_{4})}}}{2x}},}
где действительное или мнимое значение переменной {\displaystyle y} определяет знак подкоренного выражения, то есть знак левой части уравнения гиперболической гиперболы.
Отметим следующую гиперболу и её свойства:
{\displaystyle y=-{\frac {e}{2x}}:}
- эта гипербола делит пополам каждую хорду адиаметралъной гиперболической гиперболы, перпендикулярную к оси абсцисс;
- эта гипербола пересекает адиаметралъную гиперболическу гиперболу в следующих точках и только в них:

{\displaystyle (x_{1},\;-{\frac {e}{2x_{1}}}),(x_{2},\;-{\frac {e}{2x_{2}}}),(x_{3},\;-{\frac {e}{2x_{3}}}),(x_{4},\;-{\frac {e}{2x_{3}}}).}
Существует девять разных адиаметралъных гиперболических гипербол, описанных в следующей таблице.
| № | Описание | Изображение, {\displaystyle e>0} |
| - | --- | -------------------------------- |
| 1 | 1. Все корни характеристического уравнения — различные действительные одного знака, например, {\displaystyle 0<x_{1}<x_{2}<x_{3}<x_{4}} На графике овал находится внутри асимптотического треугольника. |                                  |
| 2 | 2. Все корни характеристического уравнения — действительные и различные, два положительны, два отрицательны, например, {\displaystyle x_{1}<x_{2}<0<x_{3}<x_{4}.} |                                  |
| 3 | 3. Все корни характеристического уравнения — действительные, два равны и больше или меньше остальных разных корней с другим знаком, например, {\displaystyle x_{1}=x_{2}<0<x_{3}<x_{4}.} |                                  |
| 4 | 4. Все корни характеристического уравнения — действительные одного знака, два равны и больше или меньше остальных разных корней, например, {\displaystyle 0<x_{1}<x_{2}<x_{3}=x_{4}.} На графике точка самопересечения лежит внутри асимптотического треугольника.                                                                    |                                  |
| 5 | 5. Все корни характеристического уравнения — действительные одного знака, два равны и больше одного и меньше другого остальных разных корней, например, {\displaystyle 0<x_{1}<x_{2}=x_{3}<x_{4}.} На графике изолированная точка {\displaystyle \left(x_{2},-{\frac {e}{2x_{2}}}\right)} лежит внутри асимптотического треугольника. |                                  |
| 6 | 6. Все корни характеристического уравнения — действительные, три равны, например, {\displaystyle x_{1}=x_{2}=x_{3}<x_{4}.} На графике касп {\displaystyle \left(x_{1},-{\frac {e}{2x_{1}}}\right)} лежит внутри асимптотического треугольника.                                                                                        |                                  |
| 7 | 7. Все корни характеристического уравнения — разные, два действительных, два комплексно сопряжённых, например, {\displaystyle x_{1}>x_{2},\;x_{3,\;4}=\alpha \pm \beta i.} Имеем: {\displaystyle y={\frac {-e\pm 2{\sqrt {a(x-x_{1})(x-x_{2})((x-\alpha )^{2}+\beta ^{2})}}}{2x}}.}                                                   |                                  |
| 8 | 8. Два корня характеристического уравнения — равные действительные, два комплексно сопряжённых, например, {\displaystyle x_{1}=x_{2},\;x_{3,\;4}=\alpha \pm \beta i.} |                                  |
| 9 | 9. Все корни характеристического уравнения — комплексные попарно сопряжённые, например, {\displaystyle x_{1,\;2}=\alpha _{1}\pm \beta _{1}i,\;x_{3,\;4}=\alpha _{2}\pm \beta _{2}i.} |                                  |

### Род 2. Монодиаметралъная гиперболическая гипербола
Здесь представлена таблица со списком рода 2 монодиаметралъных гиперболических гипербол, {\displaystyle e=0}, {\displaystyle b\neq 0}, {\displaystyle b^{2}\neq 4ac} (англ. Genus 2. Monodiametral Redundant Hyperbolas).
Монодиаметралъная гиперболическая гипербола имеет один диаметр
{\displaystyle y=0}
и характеристическое уравнение
{\displaystyle ax^{4}+bx^{3}+cx^{2}+dx=0,\quad } {\displaystyle b\neq 0,\quad } {\displaystyle b^{2}\neq 4ac}
и пусть {\displaystyle x_{1},\;x_{2},\;x_{3},\;x_{4}} — его корни.
Ньютон относит к этому роду двенадцать разных монодиаметралъных гиперболических гипербол, описанных в следующей таблице.
| №  | Описание | Изображение, {\displaystyle b<0} |
| -- | --- | -------------------------------- |
| 10 | 1. Все корни характеристического уравнения — различные действительные одного знака, например, {\displaystyle x_{1}=0<x_{2}<x_{3}<x_{4}.} На графике овал находится внутри асимптотического треугольника. |                                  |
| 11 | 2. Все корни характеристического уравнения — различные действительные разных знаков и {\displaystyle \|x_{1}\|>x_{3}+x_{4},} например, {\displaystyle x_{1}<x_{2}=0<x_{3}<x_{4}.} |                                  |
| 12 | 3. Все корни характеристического уравнения — различные действительные разных знаков и {\displaystyle \|x_{1}\|<x_{3}+x_{4},} например, {\displaystyle x_{1}<x_{2}=0<x_{3}<x_{4}.} |                                  |
| 13 | 4. Два отрицательных корня характеристического уравнения равны, меньше различных неотрицательных и {\displaystyle \|x_{1}\|>0{,}5x_{4},} например, {\displaystyle x_{1}=x_{2}<x_{3}=0<x_{4}.} |                                  |
| 14 | 5. Два отрицательных корня характеристического уравнения равны, меньше различных неотрицательных и {\displaystyle \|x_{1}\|<0{,}5x_{4},} например, {\displaystyle x_{1}=x_{2}<x_{3}=0<x_{4}.} |                                  |
| 15 | 6. Все корни характеристического уравнения — действительные одного знака, кратный корень больше третьего и меньше четвёртого, например, {\displaystyle x_{1}=0<x_{2}=x_{3}<x_{4}.} На графике изолированная точка {\displaystyle (x_{2},\;0)} лежит внутри асимптотического треугольника. |                                  |
| 16 | 7. Все корни характеристического уравнения — действительные одного знака, кратный корень больше разных остальных, например, {\displaystyle x_{1}=0<x_{2}<x_{3}=x_{4}.} На графике точка самопересечения {\displaystyle (x_{3},\;0)} лежит внутри асимптотического треугольника. |                                  |
| 17 | 8. Все корни характеристического уравнения — действительные, три равны, например, {\displaystyle x_{1}=0<x_{2}=x_{3}=x_{4}.} На графике касп {\displaystyle (x_{2},0)} лежит внутри асимптотического треугольника. |                                  |
| 18 | 9. Все корни характеристического уравнения — разные, два действительных, два комплексно сопряжённых, например, {\displaystyle x_{1}=0>x_{2},\;x_{3,\;4}=\alpha \pm \beta i,} {\displaystyle x_{2}} и {\displaystyle \alpha } одинаковых знаков, причём {\displaystyle \|x_{2}\|\leqslant 2\|\alpha \|.} Имеем: {\displaystyle y={\frac {\pm 2{\sqrt {a(x-x_{1})(x-x_{2})((x-\alpha )^{2}+\beta ^{2})}}}{2x}}.}                                                       |                                  |
| 19 | 10. Все корни характеристического уравнения — разные, два действительных, два комплексно сопряжённых, например, {\displaystyle x_{1}=0>x_{2},\;x_{3,\;4}=\alpha \pm \beta i,} {\displaystyle x_{2}} и {\displaystyle \alpha } одинаковых знаков, причём {\displaystyle \|x_{2}\|>2\|\alpha \|.} |                                  |
| 20 | 11. Все корни характеристического уравнения — разные, два действительных, два комплексно сопряжённых, например, {\displaystyle x_{1}=0>x_{2},\;x_{3,\;4}=\alpha \pm \beta i,} {\displaystyle x_{2}} и {\displaystyle \alpha } разных знаков, причём {\displaystyle \|x_{2}\|<2\|\alpha \|} и {\displaystyle x_{2}(x_{2}-4\alpha )<4\beta ^{2}.} При {\displaystyle \|x_{2}\|=2\|\alpha \|} имеем {\displaystyle b=0}, то есть гиперболическая гипербола имеет род 4. |                                  |
| 21 | 12. Все корни характеристического уравнения — разные, два действительных, два комплексно сопряжённых, например, {\displaystyle x_{1}=0>x_{2},\;x_{3,\;4}=\alpha \pm \beta i,} {\displaystyle x_{2}} и {\displaystyle \alpha } разных знаков, причём {\displaystyle \|x_{2}\|<2\|\alpha \|} и {\displaystyle x_{2}(x_{2}-4\alpha )>4\beta ^{2}.} |                                  |

### Род 3. Тридиаметралъная гиперболическая гипербола
Здесь представлена таблица со списком рода 3 тридиаметралъных гиперболических гипербол, {\displaystyle e=0}, {\displaystyle b^{2}=4ac} (англ. Genus 3. Tridiametral Redundant Hyperbolas).
Тридиаметралъная гиперболическая гипербола при {\displaystyle b=-2{\sqrt {ac}}} имеет три диаметра
{\displaystyle y=0,\quad } {\displaystyle y=-3x{\sqrt {a}}+{\sqrt {c}},\quad } {\displaystyle y=3x{\sqrt {a}}-{\sqrt {c}}}
и характеристическое уравнение
{\displaystyle ax^{4}+bx^{3}+cx^{2}+dx=0,\quad } {\displaystyle b^{2}=4ac,}
и пусть {\displaystyle x_{1},\;x_{2},\;x_{3},\;x_{4}} — его корни.
Это характеристическое уравнение имеет комплексные корни. Пусть {\displaystyle x_{1}=r\neq 0,\;} {\displaystyle x_{2,4}=\alpha \pm \beta i,\;} {\displaystyle x_{4}=0.} В этих условиях получаем следующее уравнение гиперболической гиперболы:
{\displaystyle xy^{2}=a(x^{3}-(2\alpha +r)x^{2}+(\alpha ^{2}+\beta ^{2}+2\alpha r)x-(\alpha ^{2}+\beta ^{2})r).}
Перепишем условие {\displaystyle b^{2}=4ac:}
{\displaystyle (2\alpha +r)^{2}=4(\alpha ^{2}+\beta ^{2}+2\alpha r),\quad }{\displaystyle r^{2}-4\alpha r-4\beta ^{2}=0.}
откуда получаем следующее выражение для {\displaystyle r}, решая квадратное уравнение:
{\displaystyle r=2(\alpha \pm {\sqrt {\alpha ^{2}+\beta ^{2}}}).}
Ньютон относит к этому роду два вида разных тридиаметралъных гиперболических гипербол, описанных в следующей таблице. Для первого вида переменные {\displaystyle r} и {\displaystyle a} имеют одинаковые знаки, для второго — разные.
| №  | Описание | Изображение, {\displaystyle \alpha >0} |
| -- | --- | -------------------------------------- |
| 22 | 1. Например, корни характеристического уравнения — {\displaystyle x_{1}=2(\alpha +{\sqrt {\alpha ^{2}+\beta ^{2}}}),\;} {\displaystyle x_{2,4}=\alpha \pm \beta i,\;} {\displaystyle x_{4}=0,} где {\displaystyle \alpha >0.} |                                        |
| 23 | 2. Например, корни характеристического уравнения — {\displaystyle x_{1}=2(\alpha -{\sqrt {\alpha ^{2}+\beta ^{2}}}),\;} {\displaystyle x_{2,4}=\alpha \pm \beta i,\;} {\displaystyle x_{4}=0,} где {\displaystyle \alpha >0.} |                                        |

### Род 4. Гиперболическая гипербола с асимптотами, пересекающимися в одной точке
Здесь представлена таблица со списком рода 4 гиперболических гипербол с асимптотами, пересекающимися в одной точке, {\displaystyle b=0} (англ. Genus 1. Redundant Hyperbolas with asymptotes concurrent). Эти кривые получаются стягиванием в точку асимптотического треугольника у адиаметралъных, монодиаметралъных и тридиаметральны гиперболических гипербол, всего девять случаев.
| №                                                                                         | Описание | Изображение                                                       |
| Адиаметралъные гиперболические гиперболы, {\displaystyle e\neq 0}                         | Адиаметралъные гиперболические гиперболы, {\displaystyle e\neq 0} | Адиаметралъные гиперболические гиперболы, {\displaystyle e\neq 0} |
| ----------------------------------------------------------------------------------------- | --- | ----------------------------------------------------------------- |
| 24                                                                                        | 1. Получается из типа 7 рода 1. Все корни характеристического уравнения — разные, два действительных, два комплексно сопряжённых, например, {\displaystyle x_{1}>x_{2},\;x_{3,\;4}=\alpha \pm \beta i.} Имеем: {\displaystyle y={\frac {-e\pm 2{\sqrt {a(x-x_{1})(x-x_{2})((x-\alpha )^{2}+\beta ^{2})}}}{2x}}.} |                                                                   |
| 25                                                                                        | 2. Получается из типа 3 (или 8) рода 1. Все корни характеристического уравнения — действительные, два равны и больше или меньше остальных разных корней с другим знаком, например, {\displaystyle x_{1}=x_{2}<0<x_{3}<x_{4}.}                                                                                    |                                                                   |
| 26                                                                                        | 3. Получается из типа 2 (или 9) рода 1. Все корни характеристического уравнения — действительные и различные, два положительны, два отрицательны, например, {\displaystyle x_{1}<x_{2}<0<x_{3}<x_{4}.} График адиаметралъной гиперболической гиперболы не проходит через точку пересечения асимптот.             |                                                                   |
| 27                                                                                        | 4. Получается из типа 2 (или 9) рода 1. Все корни характеристического уравнения — действительные и различные, два положительны, два отрицательны, например, {\displaystyle x_{1}<x_{2}<0<x_{3}<x_{4}.} График адиаметралъной гиперболической гиперболы проходит через точку пересечения асимптот.                |                                                                   |
| Монодиаметралъные гиперболические гиперболы, {\displaystyle e=0,} {\displaystyle c\neq 0} | |                                                                   |
| Тридиаметралъные гиперболические гиперболы, {\displaystyle e=c=0}                         | |                                                                   |